# 利恩茨縣
利恩茨縣（德語：Bezirk Lienz），與東蒂羅爾同域，是奧地利蒂羅爾州的一個縣，位於該州的東南部，但並不與州的其他部份連接（1919年起根據《聖日耳曼條約》原屬奧匈帝國的南蒂羅爾被讓予義大利），西、南鄰義大利博尔扎诺-上阿迪杰自治省和貝盧諾省。面積2,019.87平方公里。2001年人口50,404人。縣治利恩茨。
下分33個市镇，其中1个城市，3集镇，29个普通市镇。